# راسل (پنسیلوانیا)
راسل (به انگلیسی: Russell) یک منطقهٔ مسکونی در ایالات متحده آمریکا است که در شهرستان وارن، پنسیلوانیا واقع شده‌است.